# Anucha Chaiyawong
Anucha Chaiyawong (tiếng Thái: อนุชา ไชยวงค์) là một cầu thủ bóng đá người Thái Lan thi đấu cho đội bóng tại Giải bóng đá ngoại hạng Thái Lan Provincial Electricity Authority FC năm 2007 và giành chức vô địch Giải bóng đá ngoại hạng Thái Lan năm 2008 cùng với PEA FC. His other former teams Bao gồm TTM Samut Sakhon và Chiangmai F.C..
Anh thi đấu cho Nan F.C. mùa giải 2017.

## Danh hiệu
- Giải bóng đá ngoại hạng Thái Lan 2008